# Misión jesuítica de Nuestra Señora de la Inmaculada Concepción del Ibitiracuá
La Misión jesuítica de los Nuestra Señora de la Inmaculada Concepción del Ibitiracuá (Ibitiracuá: de la serranía) fue una de las misiones que la Compañía de Jesús estableció en la provincia jesuítica del Paraguay durante la colonización española de América.
Está ubicada en la ciudad de Concepción de la Sierra, 27°58′49.49795″S 55°31′13.26863″O / -27.9804160972, -55.5203523972, provincia de Misiones, República Argentina.
Fue fundada por Roque González de Santa Cruz en el año 1619 y destruida en el año	1817. Fue abandonada cuando los jesuitas fueron expulsados de todos los dominios de la corona de España, incluyendo los de Ultramar, en el año 1767.